# کیم مین کیو (بازیگر، زاده ۱۹۷۴)
کیم مین کیو (کره‌ای: 김민교؛ زادهٔ ۱۵ آوریل ۱۹۷۴) بازیگر و کارکردان اهل کره جنوبی است.

## فیلم‌شناسی

### فیلم
- شهر ما (۲۰۰۷)
- راف کات (۲۰۰۸)
- مخفی (۲۰۰۹)
- خدمتکار (۲۰۱۰)
- شکارچیان جایزه‌بگیر (۲۰۱۷)
- شهر ساختگی (۲۰۱۷)
- جاسوس پاره وقت (۲۰۱۷)

### مجموعه تلویزیونی
- آژانس دوستی سیرانو (۲۰۱۳)
- دختر امپراتور (۲۰۱۳)
- پری دریایی (۲۰۱۴)
- دو بونگ سون قدرتمند (۲۰۱۷)
- آیتم (۲۰۱۹)[۱]